# Caddo (Gattung)
Caddo ist eine Gattung der Weberknechte mit zwei rezenten Arten, verbreitet in Nordamerika und in Nordost-Asien (Japan, russischer Ferner Osten). Sie gilt als, taxonomisch isolierte, Reliktgruppe und wird in eine monotypische Familie Caddidae gestellt, die einzige Familie einer Überfamilie Caddoidea ist. Die unauffälligen und kleinen, in der Gestalt an Milben erinnernden Tiere sind bodenlebend.

## Merkmale
Caddo-Arten sind kleine Tiere mit einer Körperlänge zwischen 1,6 und 3,2 Millimeter. Sie sind überwiegend braun gefärbt, bei Caddo agilis purpurbraun mit silbrigweißem Schimmer auf den Seiten des Körpers. Unmittelbar auffallend ist der im Verhältnis zur Körpergröße sehr große, aber flache und zentral längs eingesenkte Augenhügel mit den beiden großen seitlich gerichteten Augen; dieser bedeckt fast die gesamte Oberseite des Carapax (den Vorderabschnitt des Scutums). Die Tergite des Hinterleibs sind nur schwach sklerotisiert und undeutlich gegeneinander abgesetzt. Die vier Laufbeinpaare sind schlank und recht lang. Die wie üblich bei den Weberknechten als  Chela ausgebildeten Cheliceren tragen gezähnte Chelicerenfinger, ihr basales Glied unterseits (ventral) einen kurzen, spitzen Sporn. Die Pedipalpen sind lang und laufbein-artig, ihr Endglied (Tarsus) länger als die Tibia, am Ende mit einer Kralle. Bei den Weibchen sitzen auf der Ventralseite des Femur drei lange spitze Tuberkel mit jeweils einer Dornborste, die anderen Glieder sind unbewehrt.
Der Ovipositor der Weibchen ist symmetrisch gebaut, sein Schaft mit 6 bis 12 Chitininsierten Ringen verstärkt, das Ende in zwei Äste (Furca) geteilt.
Männchen treten sehr selten auf. Bei diesen ist der Pedipalpus auffallend länger und massiver als beim Weibchen, die drei Tuberkel an den Femora der Weibchen fehlen. Ihr Penis ist ähnlich zu demjenigen der Überfamilie Phalangioidea gebaut, mit mäßig gedrungenem, einfachen Schaft, an der Spitze eine ventral gegen den Schaft abgewinkelte Glans penis, der Stylus kurz und unbeweglich.

## Arten
Die Gattung umfasst nur zwei rezente Arten, zusätzlich eine nur fossil bekannte:
- Caddo agilis Banks, 1892. Typusart der Gattung. Von Banks auf Long Island (New York) entdeckt und nach den Indianervölkern der Caddo benannt.[4] Deutlich größer als Caddo pepperella, auch an der Färbung unterscheidbar. Lebt in feuchten, schattigen Wäldern, oft in Schluchten, im Moos und der Laubstreu, wird manchmal auch an Baumstämmen, unter Totholz oder Steinen gefunden. Imagines im Spätsommer bis Herbst. Die Tiere sind schnelle und agile Läufer und schwer zu fangen (deshalb der wiss. Artname, nach lateinisch agilis: schnell, gewandt). Fast nur Weibchen bekannt, vermehrt sich also vermutlich überwiegend parthenogenetisch.[1] Im Osten Nordamerikas von Neuengland und dem Süden Kanadas bis in die Gebirge von Virginia, North Carolina und Tennessee, westlich bis Ohio. In Asien in Japan (Hokkaido, Honshu, Shikoku)[5] und der russischen Region Primorje.[6]
- Caddo pepperella Shear, 1974. Kleiner als Caddo agilis (und vor der Erstbeschreibung wohl regelmäßig mit Jungtieren von dieser verwechselt). Einfarbig braun gefärbt. Holotypus in Pepperell (Massachusetts) entdeckt und danach benannt. In Nordamerika zunächst nur im Nordosten, in New York, Connecticut, Massachusetts und New Hampshire bekannt, bevor sie 2012 überraschend mehr als 1000 Kilometer entfernt auch in Wisconsin entdeckt wurde.[7] Außerdem in Japan (Honshu, Shikoku, Kyushu).[5] In ähnlichen Lebensräumen wie Caddo agilis und oft mit dieser zusammen im selben Habitat.
- †Caddo dentipalpis (Koch & Berendt, 1854). Gefunden als Inkluse im baltischen Bernstein (vermutlich oberes Eozän), ursprünglich als Platybunus dentipalpus beschrieben. Der Fund zeigt, dass die Gattung Caddo in früheren Zeiten auch in Europa verbreitet gewesen sein muss.[8] Die Art wurde später auch im Bitterfelder Bernstein gefunden.[9]

## Verbreitung
Auffallend ist, dass die beiden rezenten Arten Caddo agilis und Caddo pepperella ein sehr ähnliches disjunktes Verbreitungsgebiet aufweisen. Beide Arten sind im östlichen Nordamerika nahe der Atlantikküste und in Japan verbreitet und treten nirgendwo dazwischen auf. Der Erstbeschreiber William Shear nahm an, Caddo pepperella wäre vermutlich erst vor kurzer Zeit durch Neotenie (vorzeitige Geschlechtsreife im Jugendstadium) aus Caddo agilis hervorgegangen. Dies wurde 2009 dann anhand genetischer Daten widerlegt. Demnach haben sich die beiden Arten schon aufgespalten, bevor sie ihr heutiges Verbreitungsgebiet erreichten. Ähnliche Verbreitungsbilder sind von anderen Tier- und Pflanzenarten bekannt, sie werden als reliktäre Verbreitung aufgrund des langfristigen tertiären Klimawandels, hin zu trockenerem und kälterem Klima, gedeutet.

## Phylogenie und Systematik
Die Familie Caddidae umfasst in gegenwärtiger Abgrenzung nur noch die Typusgattung Caddo. Vorher war sie lange Zeit weiter abgegrenzt worden. Der Familie zugerechnet wurden morphologisch recht ähnliche Arten der Gattungen Acropsopilio Silvestri, 1904 (aus Nord- und Südamerika und Neuseeland), Austropsopilio Forster, 1955 (aus Australien) und Caddella Hirst, 1925 (aus Südafrika), die in einer Unterfamilie Acropsopilioninae Roewer, 1924 vereinigt worden sind. Genetische Untersuchungen 2015 wiesen dann nach, dass beide Gruppen keine Schwestergruppen sind, die Familie Caddidae in damaliger Auffassung also polyphyletisch. Eine weitere hierher gestellte Gattung Hesperopilio Shear, 1996, mit Verbreitung in Westaustralien und Chile ist mit beiden nicht näher verwandt. Acropsopilio boopis (Crosby, 1904) aus der neuen Familie Acropsopilionidae kommt dabei gemeinsam mit den Caddo-Arten in Nordamerika im selben Lebensraum vor.
Durch die Aufspaltung der alten Familie Caddidae in die Caddidae s. str. und Acropsopilionidae wurde auch die merkwürdige Stellung der Caddidae „zwischen“ den Unterordnungen Eupnoi und Dyspnoi aufgelöst. Es erwies sich, dass die Caddidae den Eupnoi und die Acropsopilionidae den Dyspnoi angehören. Innerhalb der Eupnoi werden die 2 Arten der Caddidae in eine eigene Überfamilie Caddoidea gestellt, deren Schwestergruppe die große und mit über 1800 Arten artenreiche Überfamilie Phalangioidea ist, die unter anderem fast alle „typischen“ Weberknechte Mitteleuropas enthält. Die Caddidae unterscheiden sich von den Phalangioidea unter anderem am Verhältnis der Beinlängen der Laufbeine: bei ihnen ist das vierte Beinpaar am längsten, bei den Phalangioidea ist es immer das zweite. Außerdem fehlen die akzessorischen Stigmen an den Tibien der Laufbeine.